# 안소니 덱스터

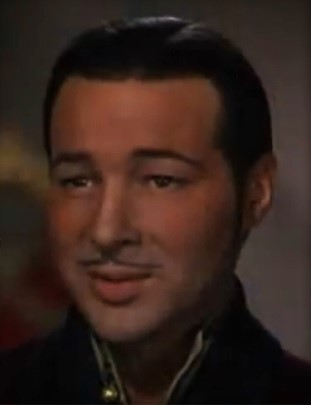

안소니 덱스터(Walter Reinhold Alfred Fleischmann, 1913년 1월 19일 ~ 2001년 3월 27일)는 미국의 연극 배우, 영화배우이다.

## 영화
- 모던 밀리 (1967년)
- 팬텀 플래닛 (1961년)
- 그는 마지막에 웃었다 (1956년)
- 사이드 스트리트 (1950년)